# Theodore von Kármán
Theodore von Kármán là nhà khoa học chuyên ngành khí động lực.
Từ hồi nhỏ, von Kármán đã sớm bộc lộ trí thông minh. Khi lên 6 tuổi, cậu bé Kármán có thể tính nhẩm những phép nhân phức tạp nhanh hơn cả người anh trai mình làm tính trên giấy.
Năm 22 tuổi, ông tốt nghiệp tại trường Đại học hoàng gia Joseph (Hungary), chuyên ngành kĩ thuật cơ khí với tấm bằng loại ưu. Sau khi thực hiện nghĩa vụ quân sự, ông tiếp tục nghiên cứu dưới sự hướng dẫn của giáo sư Ludwig Prandtl.
Sau khi nhận bằng tiến sĩ, von Kármán dành bốn năm nghiên cứu cùng Prandtl về thuyết lớp biên và nguyên lý cánh máy bay. Năm 1913, von Kármán sang Đức làm giáo sư tại trường Đại học Aachen, và sau đó là giám đốc của Viện Khí động lực Aachen.
Năm 1930, ông sang Hoa Kỳ làm giám đốc Phòng thí nghiệm Khí động lực Guggenheim (GALCIT) tại Caltech, đưa GALCIT trở thành cơ quan nghiên cứu hàng đầu về tên lửa của Hoa Kỳ.
Năm 1932, von Kármán đã đưa ra dạng giản hoá quan trọng mô tả dòng khí chuyển động nhanh hơn tốc độ âm thanh (siêu thanh). Dạng phương trình này (Kármán-Moore) còn được ứng dụng cho đến ngày nay.
Trong Chiến tranh thế giới thứ II, Đại tướng Arnold của Hoa Kỳ đã chọn Von Kármán là cố vấn khoa học cho Không lực Hoa Kỳ.
Von Kármán qua đời năm 1963 tại Aachen, Đức. Ông được chôn cất tại Pasadena, California (cùng thành phố với JPL).

## Vinh danh
Ông được truy tặng Huân chương Quốc gia về Khoa học đầu tiên ở Hoa Kỳ (1963). Chính tổng thống Hoa Kỳ thời bấy giờ - John F. Kennedy đã đọc lời chia buồn tại tang lễ của ông. Tên của von Kármán được khắc vào Sảnh danh vọng của Hàng không Quốc gia Hoa Kỳ (National Aviation).
Một viện thủy khí động lực ở Bỉ mang tên ông (von Kármán Institute for Fluid Dynamics - VKI).